# 21-降胆甾烷
21-降胆甾烷（英語：21-Norcholestane，或称为21-去甲胆甾烷，17β-异辛基雄烷）是一种26碳的甾烷类化合物，可在第三纪的湖泊沉积物中发现。